# Архив
Архивът е сбирка от стари документи, излезли от употреба и съхранявани по специален начин. В по-тесен смисъл това е учреждение или отдел в учреждение, където се приемат, обработват и съхраняват архивни документи, организира се тяхната подредба за по-лесно намиране и повторно ползване.
Архивният документ е документ, излязъл от употреба и постъпил на съхранение в архивохранилище (още наричано кратко архив). Архивният документ може да е под формата на папирус, пергамент, хартиен документ (който се среща най-често), филмови ленти, фотографии, грамофонни плочи, магнитна лента, микрофилми и електронни документи. Това могат да са: укази, постановления, закони, наредби, правилници, указания, молби, заявления, декларации и всякакви административни документи, писма, исторически извори, снимки, видеозаписи, аудио записи, материали свързани с дейността на едно лице (например: писател, учен, управител, политик, общественик и прочее).
Според арменския архивист Томас Шлеберг, архивният документ разширява разбирането за документ, защото:
1. е веществен източник на информация,
2. е плод на съзнателна човешка дейност, възникнал по определена поръчка от определена нужда,
3. е паметник на човешката култура.

Архивният фонд, който също може да се нарече кратко архив, е определената за постоянно съхранение част от документален фонд или сформирана в архив съвкупност от документи, които исторически и логически са свързани помежду си и е използвана като основна класификационна и отчетна единица на Националния архивен фонд (НАФ). В България централна държавна институция е Държавна агенция „Архиви“ (ДА „Архиви“), към която има централна и регионални архивни служби. Съществуват и други архивни средища в различни научни и културни институции като Българската академия на науките и Народната библиотека „Св. Св. Кирил и Методий“.

## Етимология
Думата архиви е извлечена от гръцкото άρχω, означаващо управлявам. Свързана е с архион, тоест домът на архонта, в който са съхранявани важни официални документи за държавата.

## История
Франция е първата европейска държава, в която през 1794 г. се поставя началото на модерното архивно дело. През XIX в. повечето европейски държави също извършват подобни реформи в областта на архивното дело. С годините се натрупват огромни количества от документи, което води до необходимост от оценка на ценността им преди предаването им в архивите. 